# Tutankhamons trumpeter

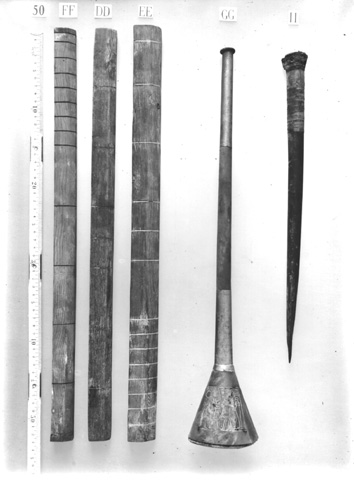
Trumpeten i brons/koppar. Fotograferad av Harry Burton kort efter att den upptäckts.
Burton Photo. No. P0227, Carter No. 050gg, Egyptiska museet, Cairo JE 62008; Exhib. 125

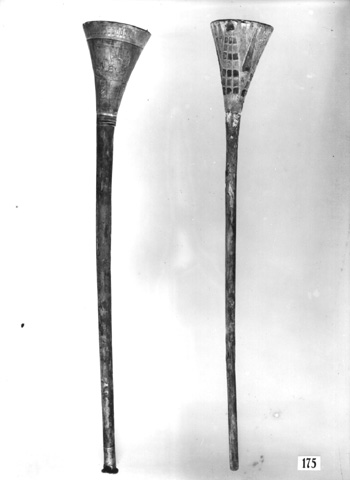
Trumpeten i silver med en bas gjord i trä.
Burton Photo. No. p0700, [http://www.griffith.ox.ac.uk/gri/carter/175-c175-1.html Carter No. 175

Tutankhamons trumpeter avser ett par trumpeter som påträffades i gravkammaren som tillhör faraon Tutankhamon av den artonde dynastin. En av trumpeterna är tillverkad av sterlingsilver; den andra är i brons eller koppar. Dessa trumpeter anses vara de äldsta fungerande i världen och de enda kvarvarande exemplaren från forntida Egypten.